# La Valse du Gorille
Série Le Gorille
Le Gorille vous salue bien
(1958) Le Gorille a mordu l'archevêque
(1962)
Pour plus de détails, voir Fiche technique et Distribution.
La Valse du Gorille est un film d'espionnage français réalisé par Bernard Borderie sorti en 1959.

## Synopsis
Valse des espions internationaux autour de la formule d'une invention secrète du savant allemand Keibel. « Ted the Hook » l'Américain, « Boris Almazian » le Soviétique, un Britannique, « Otto Lohn » l'Allemand, et bien sûr Berthomieu dit « Le Vieux », chef des services d'espionnage français, se déchaîneront pour l'obtenir. Géo Paquet dit « Le Gorille » ne sera pas le moins acharné à défendre son supérieur, « Le Vieux », et les intérêts de son pays.

## Fiche technique
- Titre original : La Valse du Gorille
- Réalisation : Bernard Borderie
- Assistants réalisateur : Jacques Rouffio, Paul Nyuttens
- Scénario : Bernard Borderie d'après le roman La valse des gorilles d'Antoine-Louis Dominique aux éditions Gallimard
- Dialogues : Jacques Robert, Antoine-Louis Dominique et Bernard Borderie
- Décors : René Moulaert, assisté de Sydney Bettex
- Photographie : Claude Renoir
  - Opérateur : Andréas Winding, assisté de R.Mervielle
  - Seconde équipe caméra : Daniel Diot et Robert Foucard
- Son : René Sarazin, assisté de P.Pauwels et J.Zann
- Montage : Christian Gaudin, assisté de Jacqueline Givord
- Musique : Jean Leccia aux éditions Raoul Breton
- Production : Raoul Ploquin, Adrien Remaugé, Renée Saint-Cyr
- Production déléguée : Pierre Cabaud et René Bézard
- Sociétés de production: Les Films Raoul Ploquin, Pathé Films, Télouet Films
- Société de distribution : Pathé-Consortium
- Maquillage : Janine Jarreau, assistée de Yvette Revelli
- Photographe de plateau : Marcel Bouguereau
- Script-girl : Lily Hargous
- Régisseur : Jacques Serres et R.Paillardon
- Ensemblier : Gabriel Béchir
- Affiche : Yves Thos
- Tournage du 27 avril au 19 juin 1959 à Franstudio à Saint-Maurice (Val-de-Marne)
- Enregistrement Poste Parisien
- Tirage dans les laboratoires G.T.C. de Joinville
- Pays d'origine :  France
- Langue originale : français
- Format : noir et blanc — 35 mm — 1,37:1 — son mono
- Genre : Espionnage
- Durée : 100 min
- Date de sortie : 
  - France : 7 octobre 1959
- Visa d'exploitation : 22.151

## Distribution
- Roger Hanin : Géo Paquet, dit « Le Gorille »
- Charles Vanel : Le colonel Berthomieu, dit « Le Vieux »
- Yves Barsacq : Berthier, un agent secret
- Jess Hahn : Ted Parker dit : "Ted the Hook", l'agent américain
- Michel Thomass : Boris Almazian, dit : "Grishka", l'agent soviétique
- René Havard : Greffier, le chimiste
- Wolfgang Preiss (VF : Paul-Émile Deiber) : Otto Lohn, l'agent allemand
- Suzanne Dehelly : Hortense, la libraire qui sert de Q.G
- Micheline Gary : « La blonde » de la brasserie
- Jean Juillard : Le délégué français
- Pierre Collet : Bergère, un agent français
- Claude Vernier : Kurt Von Rosberg, un agent allemand
- Lucien Blondeau : Un autre délégué à la conférence
- Jack Ary : Le militaire de Pau
- Daniel Croheim : Un délégué américain à la conférence
- Jimmy Perrys : Un homme au restaurant
- Emile Genevois : Le planton dans la jeep
- Henri Guégan : Un garde allemand
- Don Ziegler : L'agent américain, garagiste
- Robert Mercier : L'homme de l'aéroport
- Robert Blome : Un domestique de l'hôtel
- Marc Arian : Un délégué à la conférence
- Jean Amadou "sous réserves" : L'anarchiste tirant sur le tableau
- Ursula Herwig (VF : Martine Sarcey) : Luise Keibel, la fille du professeur
- Richard Larke (VF : Georges Hubert) : L'agent anglais qui rend visite à Jack
- Victor Tacik : Le professeur Keibel
- Ton Kuyl (VF : Philippe Mareuil) : Jack Wilhelm, le fiancé de Luise
- Lutz Gabor (VF : Howard Vernon) : Franz, un agent allemand
- Pierre Grasset :
- Hy Yanowitz :

## Autour du film
- Roger Hanin remplace Lino Ventura pour ce second volet de la trilogie des aventures du Gorille, mais selon Jean Tulard, il ne parvient pas à faire oublier Lino Ventura[1].
- Mis à part Charles Vanel que l'on retrouve dans le rôle du "Vieux", on retrouve aussi Yves Barsacq, qui interprète Berthier, qui avait déjà joué dans Le Gorille vous salue bien.